# Штерцински, Георг
Георг Максимилиан Штерцински (нем. Georg Maximilian Sterzinsky; 9 февраля 1936, деревня Варлак, Восточная Пруссия, Германия, сейчас в Польше — 30 июня 2011, Берлин) — архиепископ Берлина с 28 мая 1989 по 24 февраля 2011. Кардинал-священник с титулом церкви Сан-Джузеппе-аль-Аурелио с 28 июня 1991.

## Начало карьеры
Родился Георг Максимилиан Штерцински (в русскоязычной прессе имя чаще пишется как Стержинский) 9 февраля 1936 года в деревушке Варлак (нем. Wurlacken), тогда находившейся в германской Восточной Пруссии, а после Второй мировой войны оказавшейся на территории Польши. Потерял мать во время войны, а после её окончания его семья была вынуждена переехать в Тюрингию. В столице этой немецкой земли, Эрфурте, Штерцински и закончил местную семинарию.
Там же 29 июня 1960 года титулярным епископом Адрианополиса в Эпире и вспомогательным епископом Фульды Йозефом Фройсбергом был посвящён в священники. На протяжении следующего 21 года — на пастырской работе в различных приходах диоцеза Эрфурт-Майнинген (в том числе с 1966 года по 1981 год — в приходе Святого Иоанна Крестителя в Йене, самом густонаселённом приходе на территории тогдашней ГДР). Одновременно в разное время занимал посты префекта по вопросам дисциплины в епархиальной семинарии, помощника директора Высшей школы философии и богословия и руководителя диоцезальной экуменической комиссии. В 1981 году становится генеральным викарием эрфуртской епархии.

## Берлинский архиепископ и кардинал
28 мая 1989 года назначен епископом Берлина. Рукоположён в сан 9 сентября 1989 года титулярным епископом Кастеллума в Мавритании, апостолическим администратором диоцеза Эрфурт-Майнинген Йоахимом Ванке. Председатель Епископской конференции Берлина.
Возведён в сан кардинала папой Иоанном Павлом II на консистории 28 июня 1991 года. Кардинал-священник с титулом церкви Сан-Джузеппе-аль-Аурелио. После придания берлинскому диоцезу статуса митрополии 27 июня 1994 года стал архиепископом Берлина.
Участник Конклава 2005 года.
Протестовал против легализации однополых браков в Германии, заявив в ноябре 2004 года, в частности, что католикам необходимо протестовать против принятия законов, разрешающих подобные союзы.

## Отставка и смерть
24 февраля 2011 года папа римский Бенедикт XVI принял отставку кардинал Штерцинского с поста архиепископа Берлина в связи с достижением предельного возраста отставки и плохим состоянием здоровья. .
Скончался 30 июня 2011 года, Берлине, от рака желудка.